# Пите-Лаппмарк
Пите-Лаппмарк (швед. Pite lappmark) — один из так называемых лаппмарков в Лапландии, в долинах рек Шеллефтеэльвен и Питеэльвен.
Пите-Лаппмарк включает территории современных коммун Арьеплуг и Арвидсъяур лена Норботтен.